# 포천여자중학교
포천여자중학교(抱川女子中學校)는 대한민국 경기도 포천시 신북면 가채리에 있는 공립 중학교이다.

## 학교 연혁
- 1971년 1월 9일 : 포천여자중학교 설립 인가
- 1971년 2월 3일 : 초대 지석태 교장 취임
- 1971년 3월 8일 : 포천여자중학교 개교(중 · 고 병설 중학교 4학급)
- 1980년 3월 29일 : 중 · 고 분리
- 2001년 3월 26일 : 신축교사로 이전
- 2004년 4월 5일 : 예절실 복원, 도서관(교실 3칸) 리모델링, 시청각실 개조(극장식 의자) 보건실 개조, 교직원 사무실 이전 및 보수 3실
- 2009년 6월 15일 : 마홀관 개관
- 2012년 2월 24일 : 포천시 자랑스러운 학교 선정
- 2016년 3월 5일 : 18(특수1)학급 편성
- 2023년 1월 4일 : 제50회 122명 졸업(총 누계 13,355명)
- 2023년 9월 1일 : 제20대 김인숙 교장 취임
- 2024년 3월 4일 : 신입생 입학(5학급 130명)

## 참고 자료
- 포천여자중학교 - 한국교육학술정보원 학교알리미